# Giuseppe Simonelli

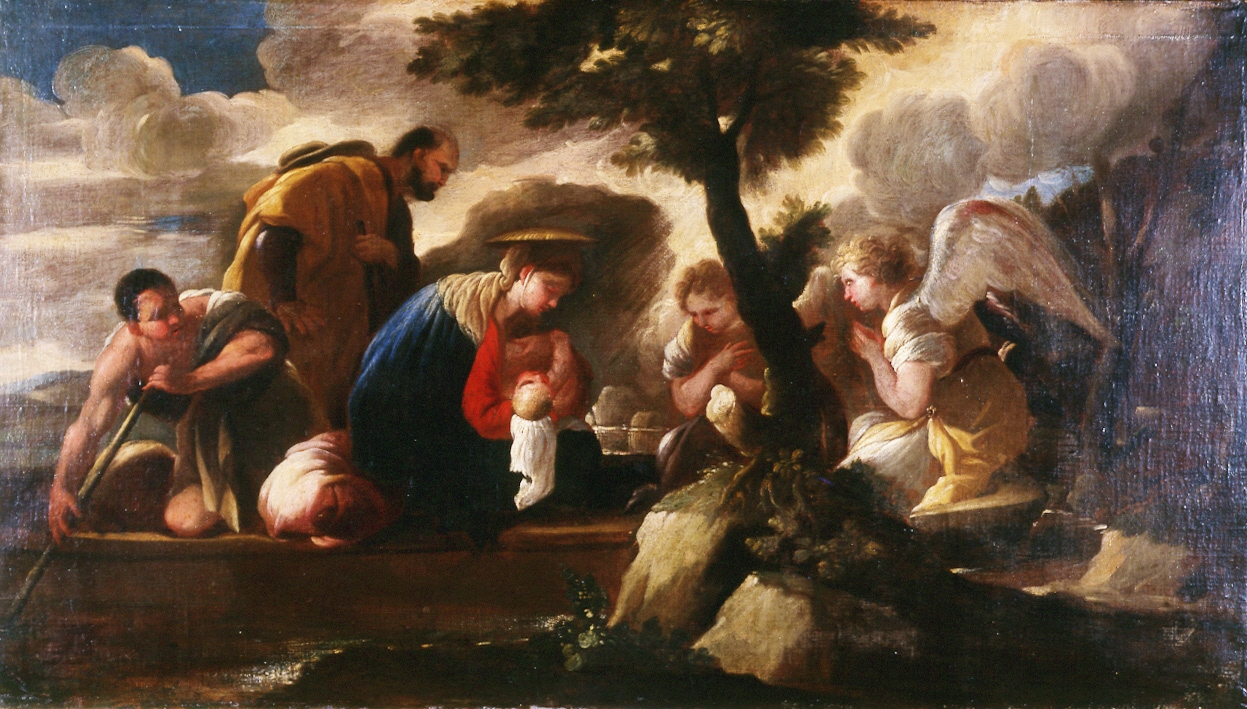
Huida a Egipto, óleo sobre lienzo, 57 x 100 cm, Madrid, Real Academia de Bellas Artes de San Fernando.

Giuseppe Simonelli (Nápoles, c. 1650-1710/1713) fue un pintor tardobarroco italiano, discípulo y estrecho seguidor de Luca Giordano.

## Biografía
Servidor de librea de Luca Giordano, según Bernardo de' Dominici, y luego su discípulo y fiel seguidor de su estilo en el colorido, sus pinturas hubieran podido pasar por obras de su maestro si no fuera por alguna incorrección en el dibujo y falta de talento para la invención, que sobre todo en las grandes composiciones suplía con los dibujos y bocetos de su maestro, de los que se había proveído en gran número.
Artista fecundo, trabajó mucho para las iglesias napolitanas y su entorno, al principio bajo la guía y dirección de su maestro, que habría retocado algunas de sus pinturas, como dice De' Dominici de una Santa Cecilia pintada para la iglesia de Santa María di Montesanto, y de forma independiente al menos desde 1686 cuando recibió el último pago por la pintura de los Santos mártires para la iglesia del colegio jesuita de Trapani. También experimentó de forma independiente con el retrato, al menos desde 1690, cuando se citan dos de un tal Carlo Reis, género que siguió practicando con discreta fortuna. Al trasladarse a España Luca Giordano en 1692, Simonelli habría completado algunas de las obras dejadas inacabadas por aquel, como los frescos de la cúpula de la iglesia de Santa María Donnaromita y los de la sacristía de la iglesia de Santa Brígida, que dejó en esbozo.
De su extensa producción cabe destacar la tela de altar con la Virgen y el Niño en gloria con los santos protectores de Benevento (Jenaro, Francisco Saverio y Felipe Neri) en la iglesia de San Bartolomé de Benevento, fechada en 1700, y los veintiocho cuadros pintados entre 1702 y 1703 para la iglesia de la Annunziata de Aversa, en los que contó con la ayuda de su hermano Jenaro. No le faltaron tampoco encargos para el mercado español y, aunque de un modo más excepcional, trabajos de carácter profano, de los que se conoce un Rinaldo y Armida, firmado, en colección privada.
Falleció, según De' Dominici, enfermo de pulmón hacia 1713, a los sesenta y cuatro años de edad.